# 火蝴蝶 (電視劇)
《火蝴蝶》，是由香港亞洲電視製作的2008年重頭電視劇，而本劇評為亞視版《火玫瑰(1992)》，為亞洲電視首部以高清拍攝的電視劇，由李彩華和唐文龍主演。本劇原訂40集（每集1小時），後來將後期的21集剪輯成12集的1小時30分鐘版本，共播出31集。本劇於2008年4月21日起逢星期一至五晚上9:00-10:00播出，2008年5月19日起延長至晚上9:00-10:30播出，是繼總有艷陽天後，第二套Drama90系列劇集。本劇集的男女主角，被指影射王德輝及龔如心夫婦。
2008年4月22日起，由超威蚊香冠名贊助，故稱《超威蚊香劇場：火蝴蝶》。
2008年10月26日起，亞洲電視高清頻道播出高清版本，於逢星期五、六21:00-22:00播出。

## 故事大綱
霍心儀(李彩華飾)一生追求愛情，也追求財富。公主墮落紅塵，心儀學會了虛偽；重遇章學儒(唐文龍飾)，讓心儀相信自己能像蝴蝶般破繭而出，美麗地翱翔。心儀漸漸擁有一切，卻又開始失去一切。心儀在豪門大戶的明爭暗鬥中存活過來，然而勝利換來的卻是落得孤獨寂寞。歷盡滄桑起落，享盡榮華富貴，最後，心儀追求的只是重拾童年的一個夢……

## 演員

### 主要演員
| 演員   | 角色   | 關係/暱稱 |
| 唐文龍 | 章學儒 | 電子工程師 高科技工廠廠長 霍心儀之夫 章守仁、文素娟之子 章学风之弟 章学廉、章学盈同父异母之弟 章学礼无血缘之兄 于第39集遭岑家强派人绑架 于第40集遭绑匪枪伤滚下山崖，三年后（2008年）和霍心仪再度重逢                                                                               |
| 李彩華 | 霍心儀 | 電影女星，藝名「方菲」 章氏集團高級行政人員、后为代理董事长 章學儒之妻 章学礼之前女友 霍鴻基之女 霍心思、霍心毅之姐 于第40集（2008年）和章学儒再度重逢 |
| 董敏莉 | 霍心思 | 大學畢業生 章氏集團私人助理 霍鴻基之女 霍心仪之妹 霍心毅之姐 章學禮之妻 于第40集（2008年）与章学礼结为夫妻 |
| 梁俊一 | 章學禮 | Chris 電影助導 電影公司老闆 章守仁之养子 章守义、蓝楚云之子 章學廉、章學盈、章學風、章學儒无血缘之弟 霍心仪之前男友 霍心思之夫 于第34集向霍心思求婚成功 于第37集得知自己是章守义的儿子 于第38集酒后与蓝楚云起冲突而被车撞倒，昏迷不醒 于第40集苏醒，之后（2008年）与霍心思结为夫妻 |

### 其他演員
| 演員   | 角色    | 關係/暱稱 |
| 沈穎婷 | 趙凱琪  | 高科技工廠市場營運主管 单恋章学儒 于第36集回到香港 |
| 陳少霞 | 章學風  | 章守仁、文素娟之女 岑家强之前妻 徐子滔之妻 章学儒之姐 章学礼无血缘之姐 章學廉、章學盈同父异母之妹 于第40集（2008年）已和徐子滔成为夫妻                                                             |
| 陳彥行 | 章學盈  | 章氏集團推廣部顧問 章守仁、陶秀霞之女 章學廉之妹 章學风、章學儒同父异母之姐，並針對章學儒 章学礼无血缘之姐 霍心儀丶霍心思之大姑奶,並針對霍心儀 杜潤澤之妻,后离婚                                   |
| 李龍基 | 章守義  | 章氏集團市場部顧問 章守仁之弟 章學禮之生父 喜欢蓝楚云 于第35集因替章学礼留言而意外车祸身亡 |
| 曾 江  | 章守仁  | 章氏集團主席 陶秀霞、文素娟、蓝楚云之夫 章學廉、章學盈、章學風、章學儒之父 章学礼无血缘之父 章守義之兄 于第35集因守义车祸身亡而中风，后因蓝楚云出现而心脏病发作致死                                |
| 盧海鵬 | 霍鴻基  | 地產投資公司主席 霍心儀、霍心思、霍心毅之父 于第1集引火自焚 |
| 鮑起靜 | 文素娟  | 章守仁之二太太 章學風、章學儒之母 霍心儀之婆婆，並視其為親生女兒看待 |
| 柳影虹 | 藍楚雲  | 章守仁之三太太 章學禮之母 于第38集患上失心疯 |
| 李思蓓 | 錢美美  | 娛樂記者 高科技工廠市場營運主管 霍心仪之好友,后反目（于第32集和好） 于第34集与岑家强争吵跌倒而流产 于第36集与岑家强离婚而离开香港                                                                  |
| 林 偉  | 岑家強  | 章學風、錢美美之前夫 于第22集因被心仪威胁而被迫与学风离婚 于第34集与钱美美争吵而害其跌倒导致流产 于第36集与钱美美离婚 于第39集派人绑架学儒 于第40集遭绑匪出卖，公司陷入危机而宣布破产，后被逮捕    |
| 周子濠 | 霍心毅  | 專科醫生 霍鴻基之子 霍心儀、霍心思之弟 |
| 李鳳聲 | 陶秀霞  | 章守仁之原配 章學廉、章學盈之母 章學風丶章學儒之嫡母 呂𤩹珠之前婆婆 霍心儀之大婆婆 起初針對文素娟丶藍楚雲等人，後來在一對子女的婚姻失敗後變得和氣.表面和氣但內裡十分小家子氣，後來改觀變得容易相處 |
| 詹秉熙 | 章學廉  | 章氏集團人事部顧問 章守仁、陶秀霞之子 吕壁珠之夫,后离婚 章学盈之兄 章學风、章學儒同父异母之兄，並針對章學儒 章学礼无血缘之兄 霍心儀,霍心思之大伯爺並針對霍心儀 同性恋，並患上愛滋病                |
| 江美儀 | 呂璧珠  | 章氏集團人事部顧問助理 章學廉之妻,后离婚 与霍心仪勾结 第32集向蓝楚云勒索五百万 第33集再次向蓝楚云勒索股份                                                                                          |
| 黃嘉威 | 方明亮  | 電影紅星 |
| 姜皓文 | 尚 揚   | 方明亮的經理人 |
| 江 毅  | 洪 昇   | 資本家 |
| 戚黛黛 | 葉 敏   | 電影紅星 |
| 鄭恕峰 | 九 叔   | 電子廠職員 |
| 伍偉樂 | 光 仔   | 電子廠職員 |
| 董南菲 | Cindy   | 電子廠職員 |
| 秦啟維 | 徐子滔  | 章守仁的私人助理 章学风之夫 于第23-25集被岑家强威胁而出卖章守仁害其入狱 于第31集遭岑家强手下刺伤住院 于第36集从学风得知守仁去世的消息 于第40集（2008年）已和章学风成为夫妻                         |
| 譚芷翎 | 徐美玉  | 徐子滔之妹 患有智能障礙 |
| 李可瑩 | Ada     | 章氏集團職員 |
| 甄思羽 | Michael | 岑家強的私人助理 |
| 駱遜文 | 余徳偉  | 電影紅星 章氏集團 南沙樓盤代言人 被同性戀者 章學廉 非禮的受害人 |
| 劉錫賢 |         | 電影公司老闆 |
| 江 圖  | 岑兆棠  | 岑家強之父親 |
| 梁皓楷 | 杜潤澤  | 章學盈之丈夫,后离婚 |

## 收視
以下為該劇於亞洲電視首播之收視紀錄：
| 週次 | 日期                           | 平均收視                   |
| ---- | ------------------------------ | -------------------------- |
| 1    | 2008年4月21日-4月25日          | 5點 （页面存档备份，存于） |
| 2    | 2008年4月28日-5月2日           | 4點 （页面存档备份，存于） |
| 3    | 2008年5月5日-5月9日            | 4點                        |
| 4    | 2008年5月12日、5月14日-5月16日 | 3點                        |
| 5    | 2008年5月19日-5月23日          | 4點                        |
| 6    | 2008年5月26日-5月30日          | 4點                        |
| 7    | 2008年6月2日-6月3日            | 6點                        |

資料來源：CSM媒介研究(一個收視點代表64,820名觀眾)

## 推出時間
本節目於2008年4月21日晚上9:00播出，於亞洲電視本港台推出，並在海外發行。2008年10月26日晚上8:30於亞洲電視高清頻道播出高清版本，一連播放兩集，其後於逢星期五、六21:00-22:00播出。

## 批評
本片的角色簡介中 ，形容由詹秉熙飾演的章學廉是「淪為同性戀」，並指同性戀是患病，被批評  為恐同、散播歧視、詆譭同性戀者的訊息。

## 外部連結
- aTV火蝴蝶

| 總有艷陽天 -5月6日                              | 總有艷陽天 -5月6日                                                              | 師奶愛鬥大 5月7日-                                                              | 師奶愛鬥大 5月7日-                                                              | 師奶愛鬥大 5月7日-                                                              | 師奶愛鬥大 5月7日-                                                              | 師奶愛鬥大 5月7日-        |
| 上一套： 今日法庭 (非戲集) -4月18日 21:30-22:00 | 本港台第三線劇集 火蝴蝶 4月21日-6月3日 21:00-22:00 (5月19日-6月3日 21:00-22:30) | 本港台第三線劇集 火蝴蝶 4月21日-6月3日 21:00-22:00 (5月19日-6月3日 21:00-22:30) | 本港台第三線劇集 火蝴蝶 4月21日-6月3日 21:00-22:00 (5月19日-6月3日 21:00-22:30) | 本港台第三線劇集 火蝴蝶 4月21日-6月3日 21:00-22:00 (5月19日-6月3日 21:00-22:30) | 本港台第三線劇集 火蝴蝶 4月21日-6月3日 21:00-22:00 (5月19日-6月3日 21:00-22:30) | 下一套： 女人不哭 6月4日- |